# Александър Флоровски
Александър Флоровски (на македонска литературна норма: Александар Флоровски) е политик от Северна Македония, деец на ВМРО-ДПМНЕ и ВМРО Народна партия.

## Биография
Роден е в 1957 година в Будапеща, в семейството на бежанци от Егейска Македония, Гърция. Завършва средно образование в Скопие и Американския университет в Благоевград. Работи като съветник на градоначалника на Община Чаир в Скопие. Депутат е в Събранието на Република Македония в Първото Събрание (1991 – 1994) и Третото (1998 – 2002) от ВМРО-ДПМНЕ. В 2006 година за малко е депутат от ВМРО-Народна партия.